# No ordinary world
No ordinary world is het enige muziekalbum van Chasing the Monsoon, een project verbonden met Karnataka. De bandnaam Chasing the Monsoon verwijst naar het gelijknamige boek van Alexander Frater, waarin de schrijver de moesson in India achterna trekt. Bandnaam Karnataka verwijst ook naar India

## Inleiding
Tijdens de opnamen van Delicate flame of desire (2003) van Karnataka spraken basgitarist Ian Jones en muziekproducent Steve Evans over een band die een iets andere richting op wilden gaan dan Karnataka. Zij wilden binnen de muziek van Karnataka met progressieve rock en Keltische rock een element ambient toevoegen en noemden daarbij als voorbeeld Deep Forest, One Giant Leap en Enigma.  
Pas zestien jaar later zag het album No ordinary world van Chasing the Monsoon het levenslicht. Opnamen vonden plaats in Swansea (The Tardis Studio) en Londen (Storm Studio). Bij recensies werd regelmatig het oudere werk van Karnataka aangehaald in de tijd van de lange lome gitaarsoli.

## Musici
- Ian Jones – basgitaar, toetsinstrumenten, gitaren en programmeerwerk
- Steve Evans – toetsinstrumenten, gitaren, zang, programmeerwerk
- Ian Simmons – gitaren, zang, programmeerwerk
- Lisa Fury – zang (enige bekendheid uit Fleetwood Bac, tributeband van Fleetwood Mac waarin zij de zang van Stevie Nicks zingt) afkomstig uit Karnataka.

Met
- Troy Donockley – fluitjes, Uilleann pipes
- Enrico Pinna (uit Karnataka), Gethin Wollcock – aanvullende gitaren

## Muziek
| Nr. | Titel                                          | Duur |
| --- | ---------------------------------------------- | ---- |
| 1.  | Chasing the monsoon (Chasing the Monsoon)      | 2:32 |
| 2.  | Circles of stone (Chasing the Monsoon)         | 5:46 |
| 3.  | Dancing in the afterglow (Chasing the Monsoon) | 7:12 |
| 4.  | Dreams (Chasing the Monsoon)                   | 8:05 |
| 5.  | Into the light (Chasing the Monsoon)           | 6:01 |
| 6.  | Innocent child (Chasing the Monsoon)           | 5:48 |
| 7.  | December sky (Chasing the Monsoon)             | 5:25 |
| 8.  | Lament (Chasing the Monsoon)                   | 2:55 |
| 9.  | Love will find you (Chasing the Monsoon)       | 8:12 |
| 10. | No ordinary world (Chasing the Monsoon)        | 9:21 |